# 紫色海豬魚
紫色海豬魚，為輻鰭魚綱鱸形目隆頭魚亞目隆頭魚科的其中一種，分布於印度西太平洋區，包括印尼、菲律賓、巴布亞紐幾內亞、帛琉等海域，棲息深度可達15公尺，體長可達13公分，棲息在水淺的潟湖、珊瑚礁海域，以無脊椎動物為食，生活習性不明。